# Stylopoma informata
Stylopoma informata is een mosdiertjessoort uit de familie van de Schizoporellidae. De wetenschappelijke naam van de soort is voor het eerst geldig gepubliceerd in 1845 door Lonsdale.